# العلاقات الإكوادورية البالاوية
العلاقات الإكوادورية البالاوية هي العلاقات الثنائية التي تجمع بين الإكوادور وبالاو.

## مقارنة بين البلدين
هذه مقارنة عامة ومرجعية للدولتين:
| وجه المقارنة                                              | الإكوادور                      | بالاو                         |
| --------------------------------------------------------- | ------------------------------ | ----------------------------- |
| المساحة (كم2)                                             | 283.56 ألف                     | 465                           |
| عدد السكان (نسمة)                                         | 16.62 مليون                    | 21.73 ألف                     |
| الكثافة السكانية (ن./كم²)                                 | 58.61                          | 4.67 ألف                      |
| العاصمة                                                   | كيتو                           | نغيرولمود، كورور              |
| اللغة الرسمية                                             | اللغة الإسبانية، كيشوا ‏، شوار ‏ | لغة إنجليزية، اللغة البالاوية |
| العملة                                                    | دولار أمريكي، سوكري إكوادوري   | دولار أمريكي                  |
| الناتج المحلي الإجمالي (بليون دولار)                      | 103.06 مليار                   | 291.54 مليون                  |
| الناتج المحلي الإجمالي (تعادل القوة الشرائية) بليون دولار | 185.24 مليار                   | 326.12 مليون                  |
| الناتج المحلي الإجمالي الاسمي للفرد دولار أمريكي          | 6.21 ألف                       | 13.50 ألف                     |
| الناتج المحلي الإجمالي للفرد دولار أمريكي                 | 11.37 ألف                      | 14.76 ألف                     |
| مؤشر التنمية البشرية                                      | 0.746                          | 0.780                         |
| رمز المكالمات الدولي                                      | +593                           | +680                          |
| رمز الإنترنت                                              | .ec                            | .pw                           |
| المنطقة الزمنية                                           | 00                             | ت ع م+09:00                   |

## منظمات دولية مشتركة
يشترك البلدان في عضوية مجموعة من المنظمات الدولية، منها:
| علم المنظمة | اسم المنظمة                        | تاريخ انضمام الإكوادور | تاريخ انضمام بالاو |
| ----------- | ---------------------------------- | ---------------------- | ------------------ |
|             | مؤسسة التنمية الدولية              | 7 نوفمبر 1961          | 16 ديسمبر 1997     |
|             | الأمم المتحدة                      | 21 ديسمبر 1945         | 15 ديسمبر 1994     |
|             | منظمة حظر الأسلحة الكيميائية       | ?                      | ?                  |
|             | مؤسسة التمويل الدولية              | 20 يوليو 1956          | 16 ديسمبر 1997     |
|             | وكالة ضمان الاستثمار متعدد الأطراف | 12 أبريل 1988          | 16 ديسمبر 1997     |
|             | يونسكو                             | 22 يناير 1947          | 20 سبتمبر 1999     |
|             | البنك الدولي للإنشاء والتعمير      | 28 ديسمبر 1945         | 16 ديسمبر 1997     |

## وصلات خارجية
- موقع وزارة الخارجية الإكوادورية